# Spritzsalmler
Der Spritzsalmler (Copella arnoldi) ist eine Süßwasserfischart aus der Familie der Schlanksalmler (Lebiasinidae). 

## Vorkommen
Die Fische leben im unteren Amazonas, im küstennahen Guayana und im Delta des Orinoko. In Surinam sowie auf Trinidad und Tobago sind Spritzsalmler als Neozoon nachgewiesen.

## Merkmale
Spritzsalmler haben einen langgestreckten, torpedoförmigen Körper. Die Männchen erreichen eine Größe von 8 cm, die Weibchen von 5 cm. Der Kopf ist spitz mit einer schwarzen Längsbinde. Der Körper ist gelbbraun, der Bauch weißlich. Die Flanken der Männchen färben sich bei Erregung dunkelbraun. Die Flossen sind transparent mit orangefarbigen Rändern. An der Basis der Rückenflosse ist ein schwarz-weißer Fleck. Der Spritzsalmler besitzt keine Fettflosse. Männchen sind größer und farbiger, ihre Flossen sind lang ausgezogen.

## Fortpflanzung
Zur Eiablage springen beide Partner Seite an Seite aus dem Wasser, um dann gemeinsam für ein paar Sekunden an einem Blatt hängen zu bleiben. In dieser Zeit werden dann 5 bis 12 Eier abgelegt und befruchtet. Dieser Vorgang wird mehrfach wiederholt, so dass ein Gelege 50 bis 200 Eier umfasst. Damit das außerhalb des Wassers (bis zu 8 cm über der Wasseroberfläche) abgelegte Gelege nicht austrocknet, wird es vom Männchen etwa alle 20 bis 30 Minuten mit der Schwanzflosse mit Wasser bespritzt. Nach 2 bis 3 Tagen schlüpfen die Jungen und fallen ins Wasser.